# スバル・レオーネ
レオーネ（LEONE）は、富士重工業（現・SUBARU）が生産していた自動車である。
1970年代前半から1980年代後半にかけてスバルの基幹車種であった。OEMを除く歴代の全モデルがスバル1000以来の伝統である水平対向エンジンを採用し、スペアタイヤはエンジンルーム内に収納されていた。サッシュレスドアやステーションワゴンといったスタイル、そして四輪駆動（4WD/AWD）の技術は後のレガシィやインプレッサの基礎となった。
Leoneはイタリア語で「雄ライオン」を意味し、「勇者」を想起させる言葉である。レオーネは「獅子座宮星座」、「雄ライオン」、「勇者」という意味を込めて命名された。

## 初代（1971年-1979年）
1971年10月7日発売。当初はクーペモデルのみの展開（グレードはDL・GL・GS・GSR）で、ff-1 1300Gシリーズと併売されたが、1972年4月に2/4ドアセダン（スタンダード・DL・GL・カスタム・スーパーツーリング）、1.1Lモデル(DL)、商用車のエステートバン（スタンダード・DL・スバル初の4WD）が追加され、ff-1からの世代交代を完了した。イメージキャラクターおよびCMソングに歌手の尾崎紀世彦を起用するなど、それまでのスバルからは大きくイメージの異なる広告手法を採用した。
当時のトレンドおよび提携先の日産自動車の影響が感じられるロングノーズ・ショートデッキの抑揚の強いデザインを持ち、メカニズム的にもフロントブレーキが特徴的なインボードブレーキから一般的なアウトボードブレーキに変更されたり、スポーツモデルのステアリングギア比が遅くされるなど、スバル・1000から続いてきた技術至上主義を抑え、より市場に受容される「商品」としての性格を強めようとする意図が感じられた。スバル・360、サンバー、1000まで全てのスバル車の基本設計を担当してきた百瀬晋六を、日産自動車との業務提携が成立した1968年8月に設計本部から技術本部に移し、レオーネの設計に関わらせなかったことも、新型車レオーネの性格を決定付けている。しかし、レオーネの代になってスバル・1000/ff-1シリーズのシンプルな機能美が失われた点は、古くからのスバルファンや、欧州車志向の強いカーグラフィックなどの自動車ジャーナリズムを嘆かせた。
一方、レオーネの独創的な部分としては、窓枠のないサッシュレスドアをバンを含む全車に採用したことが挙げられる。サッシュレスドアは富士重工業にとって、1960年の試作車「A-5」以来追求されてきたテーマであった。本車種以降に登場したSUBARUのボクサーエンジン搭載車は、すべて給油口が車両右側についている。なお、パーキングブレーキは前輪に作用する。
1972年8月1日、エステートバンに4WDを設定。前年に東北電力の要請に応じて数台が注文生産された「1300Gバン4輪駆動車」から得たノウハウが活かされている。当時の四輪駆動車は、ジープに代表されるラダーフレーム構造のクロスカントリー（オフローダー）タイプが大半を占め、大量生産された乗用車タイプの四輪駆動車はほとんど存在しなかったが、これ以降、他社の乗用車にも四輪駆動車が設定されるようになった。
同年12月1日、専用ハードサスペンション、専用クロスレシオ5速MTを装備したホットモデル・RXが追加された。基本的な構成は1400GSRと共通だが、大衆向けの量産車としては日本初となる総輪ディスクブレーキを装備した。
1973年6月、ピラーレスの2ドアハードトップが追加された。後席ヘッドクリアランス確保のためにリヤウィンドウ傾斜角がクーペから若干立てられ、15mm全高が高められている。4灯式フロントグリルとランドウトップ風の太いCピラーによる、元々アクの強い初代レオーネ中でも最も複雑なスタイリングを特徴とした。続いて1973年10月のマイナーチェンジではセダン・クーペ・エステートバンのフロントグリルが変更され、インパネが先に発売されたハードトップと統一デザインとなった。またこの際、セダン1100は1200にスケールアップされ、エステートバンにはFFのトップグレードとして1400GLを新設定。当時の商用車としては珍しく、前輪ディスクブレーキ（マスターバック付）を標準装備していた。
1975年1月20日、エステートバン4WDに続いて世界初となる量産4WD乗用車「4ドアセダン4WD」と、日本の前輪駆動車では初となるフルオートマチック車（セダン・カスタムとハードトップGFに設定）が発売された。同時にマイナーチェンジが行われ、セダン1200GLの追加、ホイールカバーの変更、セダン1400シリーズのフロントマスクはハードトップと同じ丸型4灯ライトとなった。
同年10月、SEEC-Tと名付けられた排気ガス浄化方式により、ツインキャブのスポーツ系も含めて全車昭和51年排出ガス規制に適合。パワーダウンを補うために、車種構成全体で1.2L→1.4L、1.4L→1.6Lへと排気量アップが行われた。CMキャラクターは怪人二十面相。
1977年4月、日本初の全車昭和53年排出ガス規制適合を達成。同時に大幅なマイナーチェンジが実施され、ボディサイズを拡幅、リアトレッドも50 mmのサイズアップとなった。どことなくアルファロメオを思わせるシンプルな造形のフロントマスクやキャラクターラインの整理、リアデザインの変更によって、初期型に比べるとかなりクリーンな外観となった。インテリアにはホンダがシビックで流行させたアッパートレイ付きのダッシュボードが備わる。この機会にセダン・カスタムは新設定の最上級モデル・スーパーカスタムに取って代わられた。CM出演者は太地喜和子。
同年11月にはセダン・2ドアハードトップにポンティアックの車名から拝借した「グランダム」（GrandAm）なる車種を追加した。同車は北米仕様と共通の大型衝撃吸収バンパーや派手な色調の内外装を特徴とした。グランダムでのCM出演者は西郷輝彦。
同年10月、北米の1978年モデルに合わせるタイミングで、輸出専用ピックアップトラックのブラットが発売された。

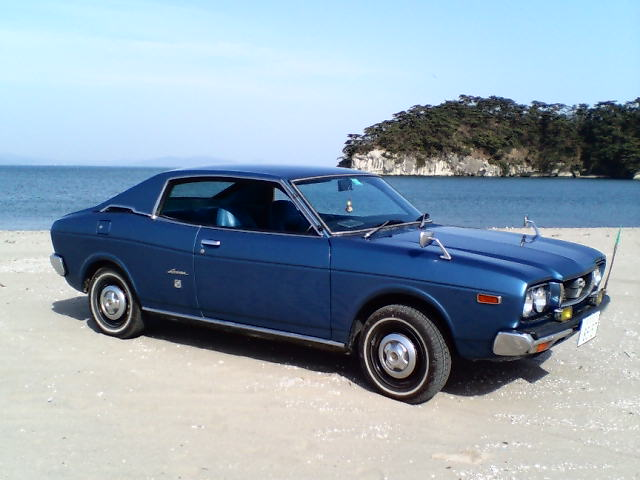
ハードトップ1400GF
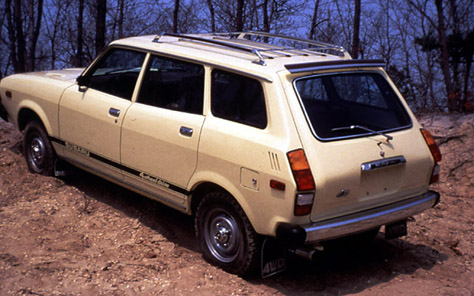
エステートバン1600 4WD
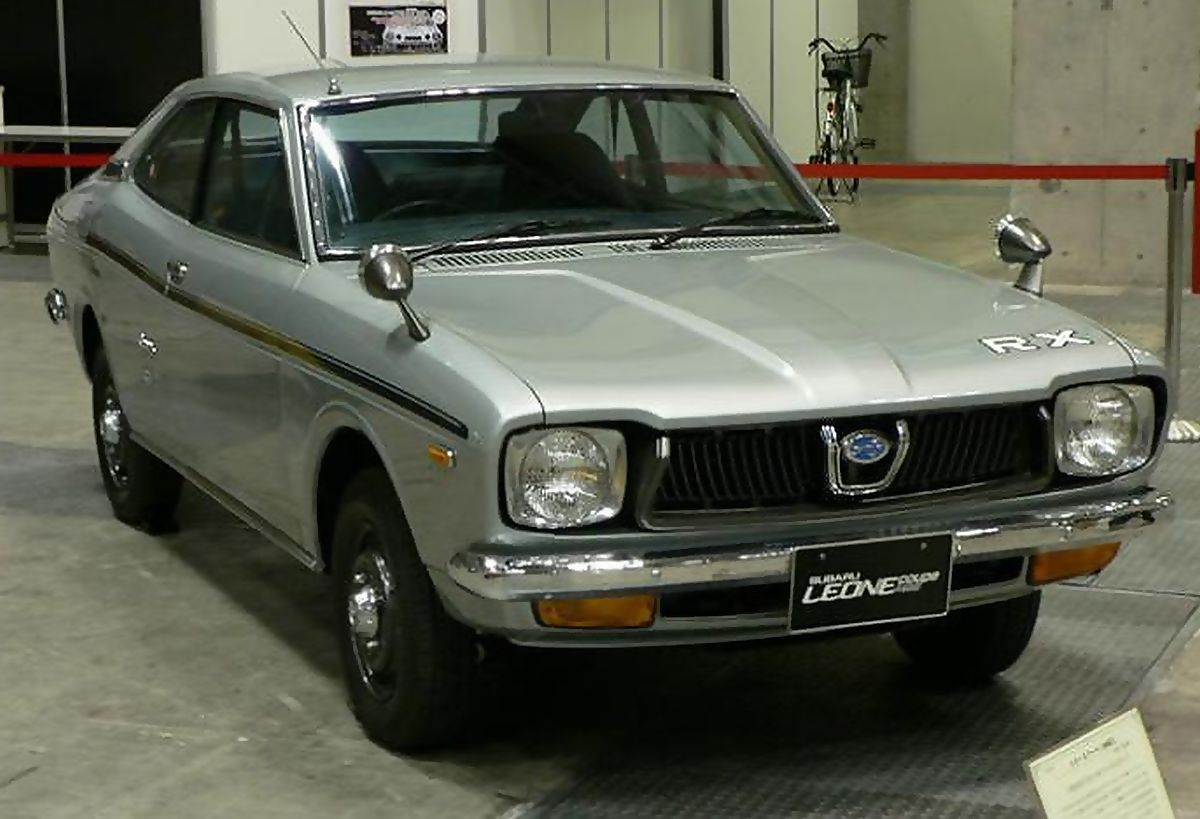
クーペ1400RX
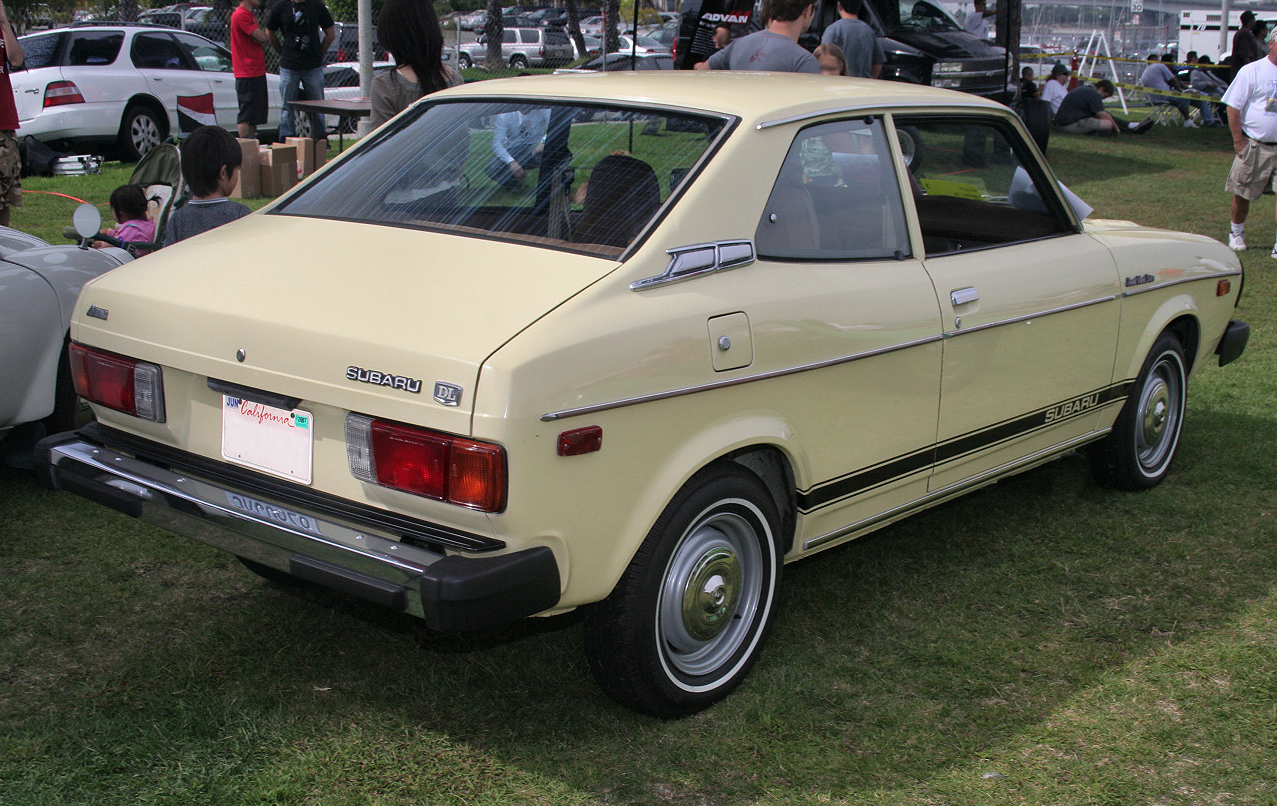
2ドアセダン

## 2代目（1979年-1984年）
1979年6月1日にフルモデルチェンジを実施し、「ザ・ニューレオーネ」と名乗る2代目が登場する。スバルとしては3代目サンバー以来6年ぶりの新型車である。
ボディサイズを拡大し、フロントサスペンションには日本製のFF車としては初となるゼロスクラブとハイキャスター寄りにセッティングされたマクファーソンストラットコイルが採用され、更に1.8Lエンジンが設定されるなど、中型大衆車を強く意識した設計となった。CM出演者は、1979年秋から1981年末までが岩崎宏美、1982年秋から1983年末までが原辰徳。
ボディタイプは、6ライトスタイルの4ドアセダン、オペラウインドウを持つ2ドアハードトップ、エステートバンに加え、「スイングバック」と呼ばれる、リアオーバーハング270 mm、ホイールベース80 mmを短縮し、全長を4 m以下に抑えた3ドアハッチバックが用意された。スイングバックには1.3L 4輪ドラムブレーキの廉価版や、ツインキャブのスポーツモデル1600SRXも存在した。また、好評の4WDモデルもセダン、エステートバン（ライトバン）、スイングバックに用意された。さらにセダン最上級の1800GTSにはいずれもスバル車初のパワーステアリング・パワーウインドウ・オートエアコンが装備可能であった。また、悪路走行のために1.8Lの4WD車にはデュアルレンジと呼ばれる副変速機が搭載され、4速MTを前進8段、後進2段の超クロスミッションとして使用できるようになった。
1981年6月2日にマイナーチェンジを実施。4ドアセダン1800とハードトップをフェイスリフトし、当時流行のSAE規格に基づいた角型4灯ヘッドライトを持つ比較的シンプルな顔つきに改められた。また全車種のリアコンビネーションランプの表面形状が当時のメルセデス・ベンツ流の、汚れても被視認性が確保される凹凸面タイプに変更された。
同月25日、スバル初の5ナンバーステーションワゴンとなる「ツーリングワゴン」を追加。エステートバンのBピラー直前からルーフを30 mmかさ上げした2段ルーフを採用し、装備を4ドアセダン 1800 4WD / 1800 GTSに準じた豪華なものとして、レジャー用途の取り込みを図った。ツーリングワゴンの名は後のレガシィツーリングワゴンに引き継がれることになる。
1981年11月、日本初の4WD+ATの組み合わせを持つ「レオーネ1800cc4WDオートマチック」をセダンとツーリングワゴンに追加。後輪駆動用のトランスファーに、世界初となる「湿式油圧多板クラッチ MP-T」を採用した。このMP-TはATのライン油圧を利用するため、MT車には装備されなかった。
1982年11月、折からのターボ車ブームに乗り、日本初の水平対向エンジン+4WD+ターボモデル（1.8L、グロス120PS、燃料噴射方式）をセダンとツーリングワゴンに追加（AT車のみ）、翌1983年7月には4ドアセダンに1800FFターボと1600 4WDを追加した。同時に、ハードトップを新設定の4WD 1.8Lツインキャブのスポーツモデル「RX」（グロス110 PS）に一本化し、FF車を廃止した。
1982年ダカール・ラリーでスイングバックは欧州のプライベーターにより運用され、現在までスバル車唯一となるステージ勝利・ラリーリーダーを記録した（結果はマシントラブルでリタイア。この年優勝はルノー・20 4x4だった）。
1983年10月、4WDターボに油圧式車高調整機能の「ハイトコントロール」を追加し、ATにロックアップ機構を追加。
3代目へのモデルチェンジ後も海外向けの3ドアハッチバック（日本名・スイングバック）とブラットは2代目ベースのまましばらく生産された。

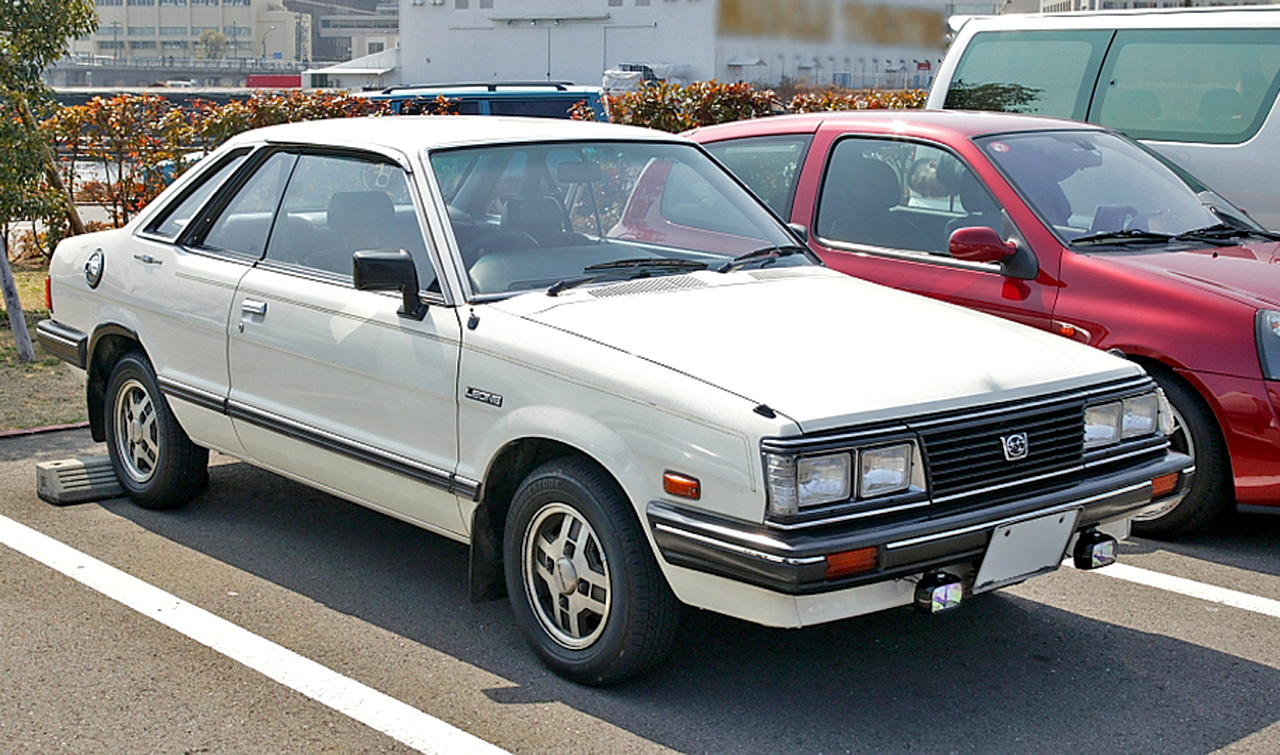
ハードトップ1800RX 後期型
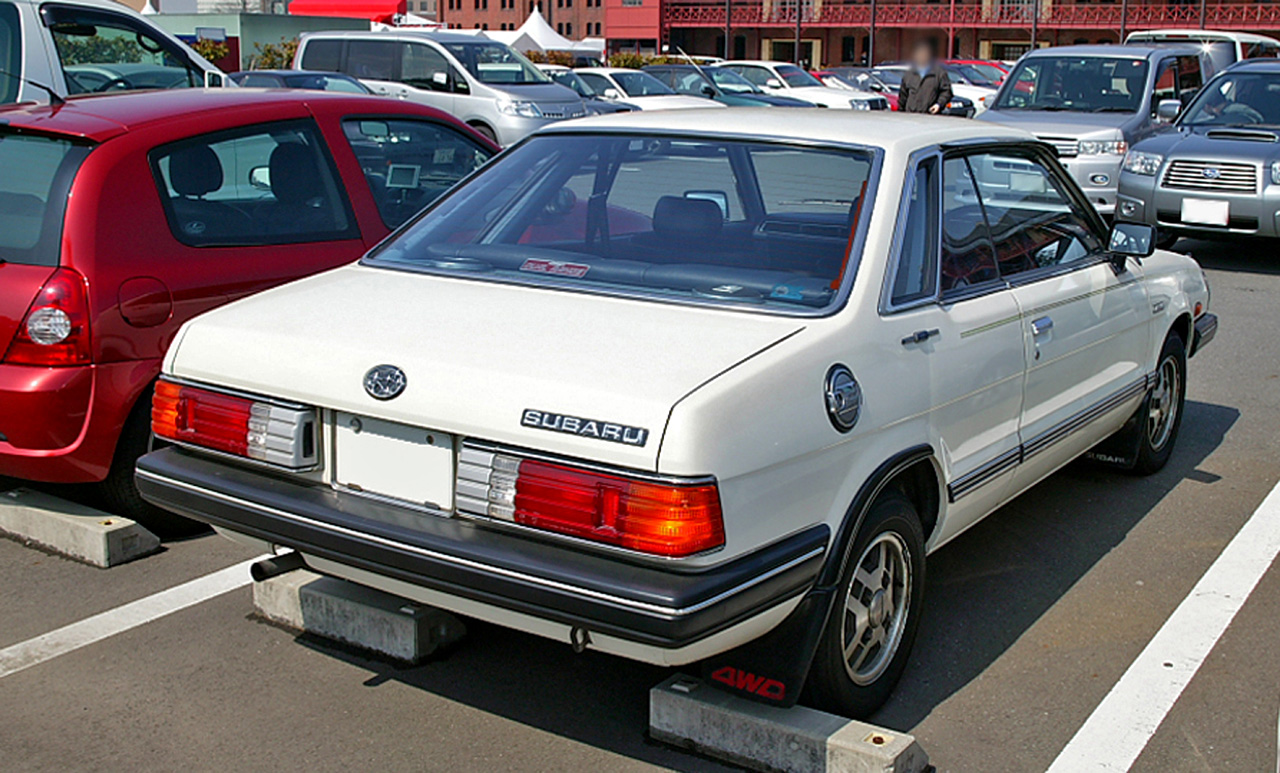
ハードトップ1800RX リア 後期型

モデル後期（上記写真の『ALL THE NEW LEONE』）の頃はドアミラー装着解禁の過渡期であり、イメージリーダーとしてレオーネのドアミラー装着車の写真（4WDターボモデルやツインキャブハードトップモデル）が広告などで掲載されるようになった。

## 3代目（1984年-1994年）
「オールニューレオーネ」と名乗る3代目は、1984年（昭和59年）7月16日に4ドアセダンが発売され、同年10月25日にやや遅れてツーリングワゴン/エステートバンが追加された。
ボディサイズは一回り大型化されて当時流行の直線的なものになり、フラッシュサーフェス化に伴うCd値0.35という良好な空力特性が大きくアピールされた。水平対向4気筒のEA型エンジンは、1.8 Lのみバルブ作動方式をスバル・1000以来のギア駆動のカムシャフトによるOHVからタイミングベルト駆動のカムシャフトによるSOHCに改めたEA82型に進化し、わずかながらも高回転化が可能となって高出力化（ターボの場合、グロス135 PS、ネット120 PS）された。変速機は5速MTが採用されたが、先代以来の装備である「デュアルレンジ」副変速機も引き続き採用され、走行中の実質変速段数は10段にまで達していた。最上級グレードのGTにはエアサスペンションが採用され、車高調整機能の「ハイトコントロール」もついていた。
1985年11月、ドアミラーを、フロントドアガラス前方に追加されたガセットに固定するタイプに変更し、下級グレードのハーフホイールキャップの意匠を変え、GT・GRにサンルーフ装着車を設定する小変更を行い、新たに「3ドアクーペ」シリーズを発売した。
デビュー当初のマニュアルトランスミッション車の4WDシステムは依然パートタイム方式で、アウディ・クワトロ以来のフルタイム化の流れに取り残されていたが、国内初のマニュアルトランスミッションのフルタイム4WD乗用車のマツダ・ファミリア4WD（1.6 Lターボ）に僅かに遅れて、1986年（昭和61年）4月発売の「3ドアクーペRX-II」（1.8 Lターボ）から、傘歯車（ベベルギヤ）とバキューム・サーボ式のデフロック付きのセンターデフの採用によってセンターデフ付きフルタイム4WD化され、10月にはセダン/ワゴンにも採用が拡大された。このとき、セダン/ワゴンのフロントグリルとリアコンビネーションランプの意匠変更が行われた。
1987年10月、電子制御式4速AT「E-4AT」採用とあわせ、それまでのMP-T4WDから専用のコントロールユニットによるパルス制御によって前後トルク配分を予測制御する「ACT-4」（電子制御MP-T）と呼ばれる、高度な制御方式を持つフルタイム4WDに発展した。
1988年9月、エステートバンをいすゞ自動車へジェミネットIIとしてOEM開始。
1989年2月、レガシィの発売により、クーペ、ツーリングワゴン、セダン1.8 L車が販売終了。ラインナップがセダン1.6 Lのマイア／マイアIIとエステートバン1600LCのみに縮小された。
1992年10月、インプレッサの発売によりセダンが販売終了。
1993年7月、いすゞ自動車へOEMしていたジェミネットIIの供給終了。
1994年3月、日産自動車からADバンのOEM供給が開始され、エステートバンの販売終了。自社生産としてのレオーネは23年の歴史に幕を閉じた。販売終了前月までの国内新車登録台数の累計は20万2734台。
本車がスバルの主力車種だった1980年代後半には、好調なレオーネのアメリカ向けの輸出に依存をしていた中で起こったプラザ合意による円高や、デザインこそ流行に合わせたものであったが、スバル・1000から基本設計が変わらないEAエンジンとプラットフォーム、3速しかないAT、手動式チョークなど、設計の旧態化が進んだことなどにより販売台数が伸び悩んだことで富士重工業全体の業績悪化を招いてしまった。この打開策として開発されたのが、初代レガシィであった。

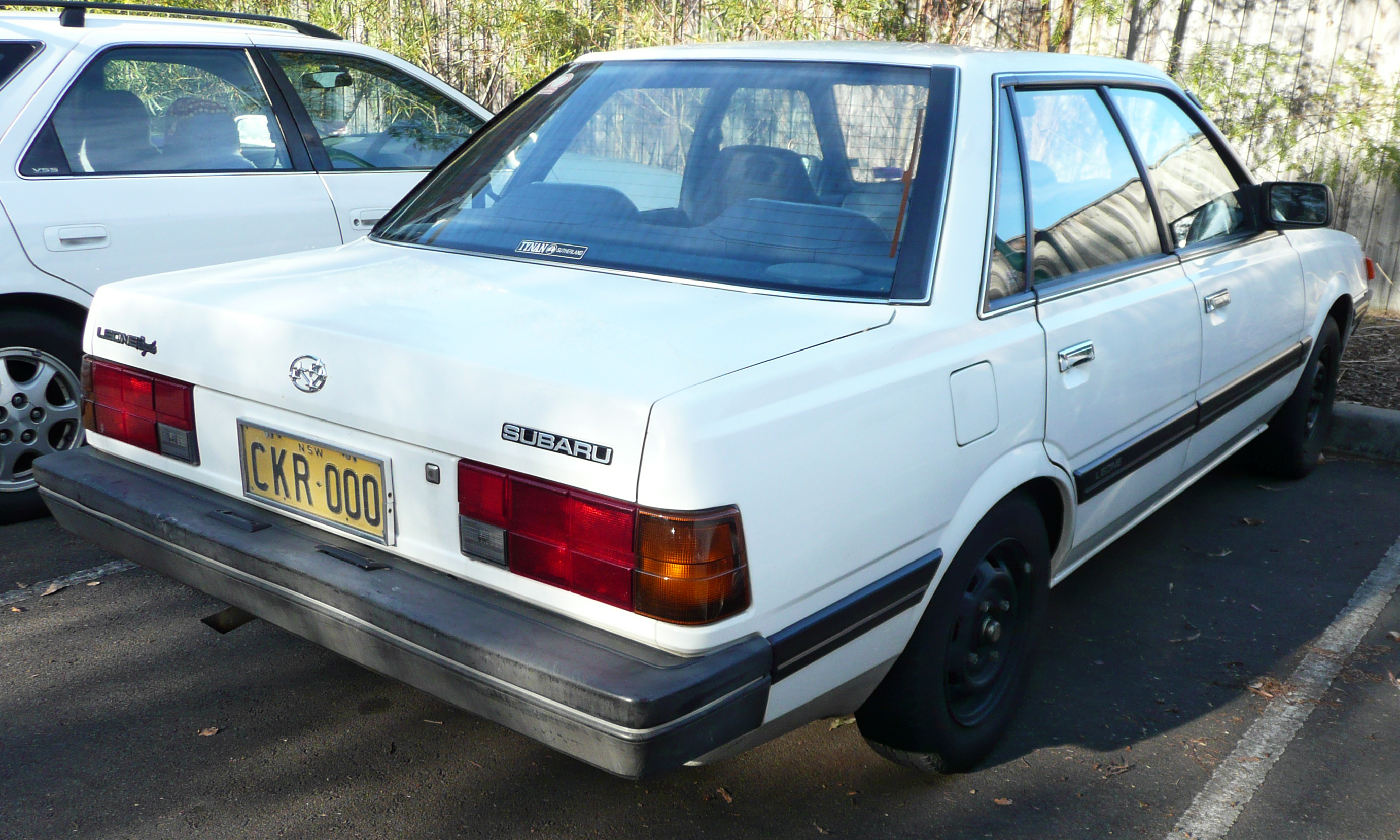
セダン（リア）
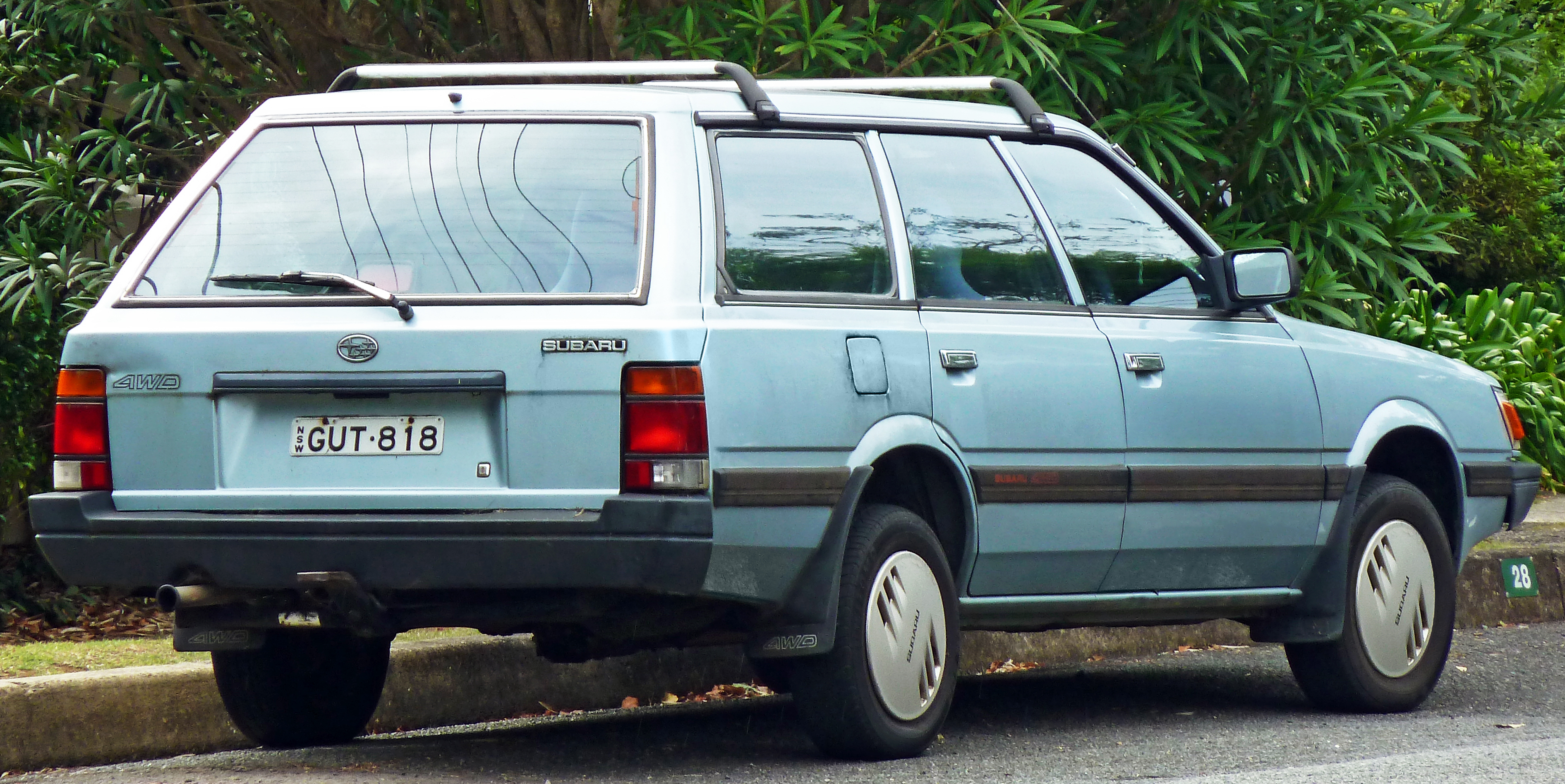
ワゴン（リア）
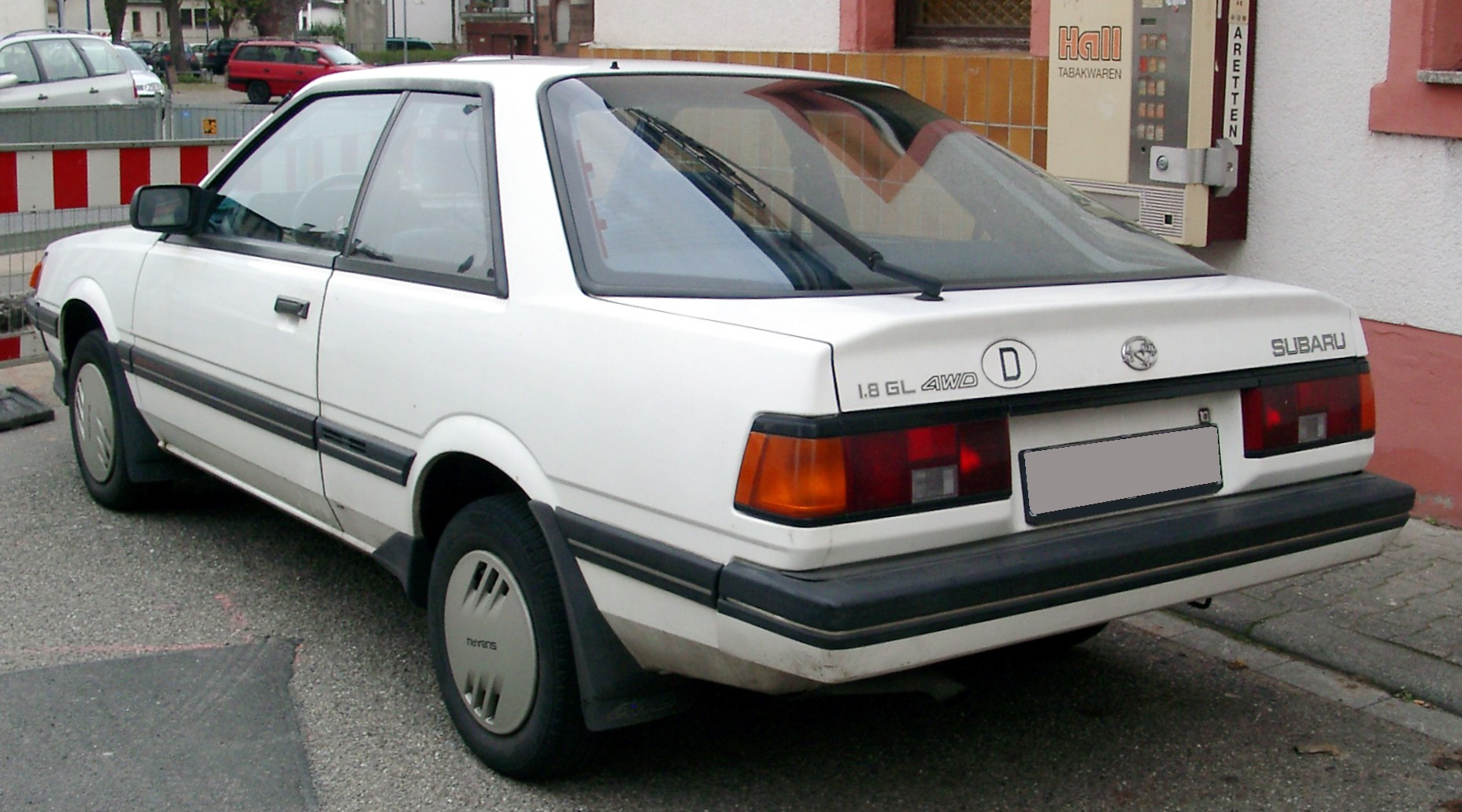
クーペ（リア）
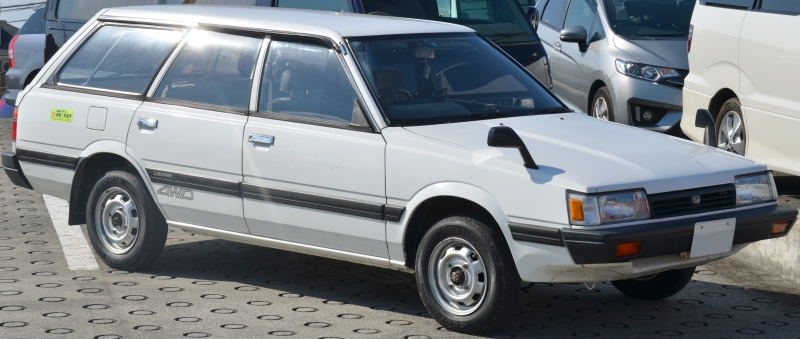
エステートバン

## 4代目レオーネバン（1994年-1999年）
1994年4月 - 当時の業務資本提携先であった日産自動車からのOEM供給で、Y10型ADバンを「レオーネバン」として販売開始。
1994年10月 - 1.5L 2WD車と1.7Lディーゼル　4WD車を追加。
1997年5月 - マイナーチェンジ（1.5Lガソリンエンジンをキャブレターから電子制御化など）。

## 5代目レオーネバン（1999年-2001年）
1999年6月 - ADバンのモデルチェンジにあわせてY11型の販売開始。YD22DDディーゼルエンジン+4WD（5MTのみ）の設定もあった。
2001年3月 - 軽自動車の規格変更に伴うサイズアップでサンバーバンと競合するようになったことから、税金や検査の点で不利になっているレオーネバンの販売を終了。「レオーネ」の車名は30年の歴史に幕を閉じるとともに、富士重工業は小型貨物車市場から撤退した。

## 幻の4代目
1991年ごろ、長らく不在だったレガシィとジャスティの中間車種が開発中であると自動車専門誌等で報道された。この時点では正式な車名が決定しておらず、メディアでは『レオーネ』になるのではないかと推測されていたが、実際には『インプレッサ』という車名で発売され、レオーネの復活は幻に終わった。なお、特殊な事情によってレオーネが国民的な人気を獲得していたイスラエルでは、現地代理店がその知名度にあやかってインプレッサを『グランドレオーネ』と名付けて販売し、この措置は1996年まで続けられた。

## 4WD乗用車のパイオニア
前述の通りレオーネは一般的な乗用車としては初めて4WD車をラインナップした車種である。当初は業務用がメインで販売台数も極めて少なかったが、ラリーでの活躍などを通して独自のスポーツ性を築き、現在まで続く「スバル＝4WD（AWD）」のイメージを作り上げた。外観は普通のサルーンでありながら高い悪路走破性を持つことから、山間部や降雪地域の一般ユーザーに重宝された。また、スキーなどを楽しむ層にも支持され、日本で初めて4WDのステーションワゴンを発売した。
レオーネの4WD車は、時にはオフロードをも含む悪路や、雪国での実用面が考慮されているため、乗用車としては最低地上高がやや高めである。また、対地障害角も大きくとられており、短めの前後オーバーハングや地面に干渉しにくいバンパーデザインも特徴である。
1983年（昭和58年）からは路面状況に応じて車高を上下できるハイトコントロール機能を搭載したグレードが用意された。

## 車名の由来
「レオーネ (LEONE) 」とはイタリア語で雄ライオンの意味で転じて「勇者」を表す。